# Aechmea brachystachys
Aechmea brachystachys är en gräsväxtart som först beskrevs av Hermann August Theodor Harms, och fick sitt nu gällande namn av Lyman Bradford Smith och Michael A. Spencer. Aechmea brachystachys ingår i släktet Aechmea och familjen Bromeliaceae. Inga underarter finns listade i Catalogue of Life.